# More danico
More danico (lateinisch für  nach dänischer Sitte) bzw. danesche manere (normannisch) ist die Bezeichnung für die polygyne Praxis der Wikinger, die sie auch nach ihrer Sesshaftwerdung in der Normandie nach dem Vertrag von Saint-Clair-sur-Epte (911) beibehielten.
Ihre offizielle Hinwendung zum Christentum hinderte sie nicht daran, wie zuvor in Skandinavien mehrere Frauen gleichzeitig zu haben. Im Unterschied zu den Christen und der Kirche, die eine frilla als Konkubine und deren Kinder als Bastarde betrachteten, sahen die Normannen die Nachkommen aus einer Ehe more danico als legitimiert an: Zwei ihrer Herzöge, Richard II. und Wilhelm I., der spätere Eroberer Englands, entstammen einer derartigen Beziehung.
Diese Tradition scheint von Wilhelm II. (1056–1100) beendet worden zu sein.